# Jungulu Island
Jungulu Island (a volte indicata erroneamente con il nome di Darcy Island) è un'isola dell'arcipelago Bonaparte; è situata al largo della costa nord dell'Australia Occidentale, nelle acque dell'oceano Indiano. Appartiene alla Local government area della Contea di Wyndham-East Kimberley, nella regione di Kimberley.
Anche se la maggior parte delle isole del Kimberley sono terra della corona non assegnata, Jungulu è una delle isole vicino all'ex missione Kunmunya inclusa nella Riserva 23079 ad uso e beneficio degli aborigeni (Reserve 23079 for Use and Benefit of Aborigines).

## Geografia
Jungulu Island si trova nella parte sud-occidentale dell'arcipelago, tra le insenature di Camden e di Brunswick Bay, a nord-ovest di Augustus Island, l'isola maggiore. Ad ovest/sud-ovest di Jungulu si trovano le isole Champagny, Heywood e Byam Martin. L'isola ha una superficie totale di 47,40 km² e si trova a circa 20 km di distanza dalla terraferma.